# Liste der Bischöfe von Lisieux
Die folgenden Personen waren Bischöfe der Diözese Lisieux (Frankreich):
- Theudobaudis (Theudebaud, Theudobaud, Thibaud) ca. 538–ca. 549
- Ætherius ca. 560
- Launebaud (Launobaud) ca. 644
- Leudebold (Léodebold) ca. 662
- Hinchon ca. 685
- Frechulf 825–850
- Airard (Hairard) ca. 853–ca. 880
- Roger (Rogier) ca. 985–1022 oder ca. 980–ca. 1018
- Robert ca. 1022–ca. 1025
- Herbert ca. 1026–1049
- Hugues d’Eu 1049–1077 (Rolloniden)
- Gilbert Maminot 1077–1101
- Foucher 1101–1102
- Johann 1107–1141
- Arnulf 1141–1181
- Raoul de Varneville 1182–1191 oder 1192
- Guillaume de Ruffière (Rupière) 1192–1201
- Jourdain du Houmet (Hommet) 1202–1218
- Guillaume Du Pont-de-L’Arche 1218–1250
- Foulque D’Astin 1250–1267
- Guy du Merle 1267–1285
- Guillaume D’Asnières 1285–1298
- Jean de Samois 1299–1302
- Guy D’Harcourt 1303–1336
- Guillaume de Clermont 1336–49
- Guillaume Guitard 1350–1358
- Jean de Dormans 1359–1361
- Adhémar Robert 1361–1368
- Alphonse Chevrier 1369–1377
- Nikolaus von Oresme 1377–1382
- Guillaume d’Estouteville 1382–1414
- Pierre Fresnel 1415–1418
- Mathieu Du Bosc 1418–1419
- Branda Castiglione (Kardinal) 1420–1424
- Zénon Castiglione 1424–1430 oder 1432
- Pierre Cauchon 1432–1442 (auch Bischof von Beauvais)
- Pasquier de Vaux 1443–1447
- Thomas Basin 1447–1474
- Antoine Raguier 1475–1482
- Etienne Blosset de Carrouges 1482–1505
- Jean Le Veneur (Kardinal von Tillières) 1505–1539
- Jacques D’Annebaut (Kardinal) 1539–1558
- Jean Hennuyer 1561–1578
- Jean de Vassé 1580–1583
- Anne von Perusse d’Escars de Givry, O.S.B. 1589–1598 (Kardinal)
- François Rouxel de Médavy 1600–1617
- Guillaume du Vair 1618–1621
- Guillaume Aleaume (Alleaume) 1622–1634 (davor Bischof von Riez)
- Philippe Cospeau 1636–1646
- Léonor I. Goyon de Matignon 1646–1674 (Haus Goyon)
- Léonor II. Goyon de Matignon 1674–1714 (Haus Goyon)
- Henri-Ignace de Brancas 1714–1760
- Jacques Marie de Caritat de Condorcet 1761–1783
- Jules-Basile Perron (Ferron) de La Ferronays 1783–1790